# Lius poseidon
Lius poseidon är en skalbaggsart som beskrevs av Dilma Solange Napp 1972. Lius poseidon ingår i släktet Lius och familjen praktbaggar. Inga underarter finns listade i Catalogue of Life.